# Wadendorf (Plankenfels)
Wadendorf ist ein Gemeindeteil der Gemeinde Plankenfels im Landkreis Bayreuth (Oberfranken, Bayern). Wadendorf liegt in der Gemarkung Plankenfels. Zum Gemeindeteil zählt die Siedlung Kalkbüsch.

## Geografie
Das Dorf Wadendorf liegt im nördlichen Teil der Fränkischen Schweiz und am oberen Lauf der Wiesent. Die Nachbarorte sind Gottelhof und Hainbach im Norden, Meuschlitz im Nordosten, Kalkbüsch im Südosten, Plankenfels im Süden, Schressendorf im Südwesten, Scherleithen im Westen und Stechendorf im Nordwesten. Das Dorf ist von dem eineinhalb Kilometer entfernten Plankenfels aus über die  Staatsstraße 2191 erreichbar. Bis zur Auflassung der Bahnlinie Bayreuth–Hollfeld gab es einen „Haltepunkt Wadendorf“, der ein wenig nordöstlich des Dorfes lag.

## Geschichte
Wadendorf ist seit der mit dem bayerischen Gemeindeedikt von 1818 ein Gemeindeteil der Gemeinde Plankenfels. Vor den infolge der Gebietsreform in Bayern erfolgten Eingemeindungen hatte die zum Landkreis Ebermannstadt gehörende Gemeinde Plankenfels im Jahr 1961 insgesamt 892 Einwohner, davon 214 in Wadendorf.

## Baudenkmäler

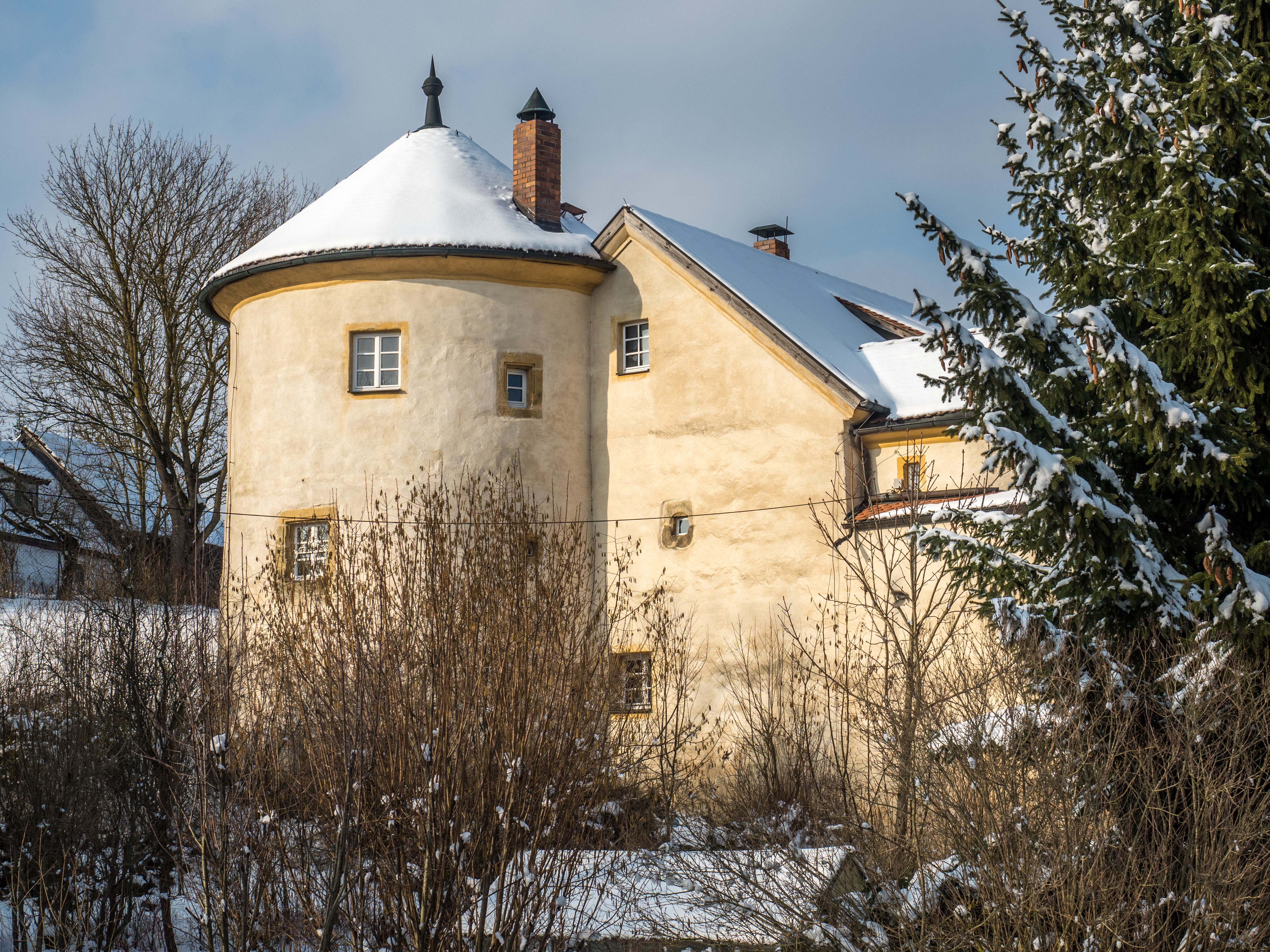
Südliche Ansicht der Burg Wadendorf mit einem der beiden denkmalgeschützten Ecktürme

Baudenkmäler sind das Hauptgebäude sowie zwei runde Ecktürme der Burg Wadendorf.